# Deux Sœurs pour une vengeance
 (mars 2022).
Si vous disposez d'ouvrages ou d'articles de référence ou si vous connaissez des sites web de qualité traitant du thème abordé ici, merci de compléter l'article en donnant les références utiles à sa vérifiabilité et en les liant à la section « Notes et références ».
 (mars 2022).
Deux Sœurs pour une vengeance est un téléfilm américain de 2016, mettant en vedette les actrices Grace Van Dien, Haylie Duff et Jacy King.

## Synopsis
Jen est une psychiatre et animatrice d'une émission de radio populaire. Un jour, alors qu'elle parlait avec Gail, son amie, elle est agressée à la sortie du studio par une femme instable qui n'est autre que sa sœur Cassie. À la suite de son internement, Jen propose de s'occuper de ses deux nièces, des jumelles âgées de 15 ans, mais ce qu'elle ignore, c'est que tout a déjà été prévu, et que ce n'est que le commencement.

## Fiche technique
- Titre original et français : The Bad Twin / Deux Sœurs pour une vengeance
- Réalisation : John Murlowski
- Scénario : Alix Reeves
- Musique : David Findlay
- Genre : Thriller/Suspense
- Durée : 88
- Date de réalisation : 2016
  - Pays d'origine :  États-Unis
  - Langue originale : anglais

## Distribution
- Grace Van Dien : Quinn/Olivia
- Haylie Duff : Jen
- Jacy King : Cassie
- Scott Bailey : Kevin
- Charlotte Graham : Gail
- Amber Friendly : Robin
- Barry Livingston : Dr. Frank
- Michael Monks : Le juge Miller
- Michael James Lazar : Officier Johnson
- Damien Leake : Dr. Martine
- Kelly Lester : Nurse Marcy
- Susan Diol : Attorney